# Adam Hibszer
Adam Józef Hibszer (ur. 1 maja 1964 w Rydułtowach) – dydaktyk geografii.

## Życiorys
W 1983 r. ukończył I LO w Raciborzu. Studia geograficzne (ze specjalnością kształtowanie i ochrona środowiska) ukończył w 1988 r. na Uniwersytecie Śląskim. Obronił pracę magisterską pt. Bilans wodny rzeki Suminy po wodowskaz w Nędzy. Bezpośrednio po studiach został zatrudniony jako pracownik naukowy na Uniwersytecie Śląskim. W latach 1991–1996 pracował równolegle jako nauczyciel geografii w szkole średniej w Sosnowcu. W 1998 r. na podstawie rozprawy pt. „Mała ojczyzna” jako obiekt poznania geograficznego w edukacji szkolnej uzyskał na Wydziale Nauk o Ziemi Uniwersytetu Śląskiego stopień doktora nauk o Ziemi w zakresie geografii. Promotorem tej pracy była Maria Z. Pulinowa. Pracuje na WNoZ UŚ na stanowisku adiunkta w Zakładzie Dydaktyki Geografii. W pracy naukowej i dydaktycznej zajmuje się edukacją regionalną oraz zagadnieniami z zakresu relacji człowiek – środowisko przyrodnicze.
Od 1999 r. jest przewodniczącym Oddziału Katowickiego Polskiego Towarzystwa Geograficznego, a od 2002 r. wiceprzewodniczącym Komisji Edukacji Geograficznej przy Zarządzie Głównym PTG.
Od 1982 r. związany z Olimpiadą Geograficzną. Jest finalistą IX Olimpiady Geograficznej. Od 1995 jest członkiem Komitetu Okręgowego Olimpiady Geograficznej z siedzibą w Chorzowie (od 2003 r. przewodniczy temu komitetowi).

## Ważniejsze publikacje
- Hibszer A., „Mała ojczyzna” w nauczaniu geografii. [w:] Czasopismo Geograficzne, nr 1, 1996.
- Dulias R., Hibszer A., Geografia województwa katowickiego. Książka pomocnicza do nauki geografii. Wyd. M. Rożak, Gdańsk 1996.
- Hibszer A., Aktywne metody kształcenia zalecane w edukacji regionalnej. Zajęcia terenowe w edukacji regionalnej. [w:] Edukacja regionalna. Poradnik dla nauczyciela. Wyd. Centralny Ośrodek Doskonalenia Nauczycieli, Warszawa 2001.
- Hibszer A., Euroregiony w programach i podręcznikach geografii na poziomie gimnazjalnym. [w:] Granice. Obszary przygraniczne. Euroregiony. Red. J. Runge, Wyd. Uniwersytetu Śląskiego, 2003. Prace Naukowe UŚ nr 2154.
- Hibszer A., Aktualne konflikty człowiek-przyroda w karpackich parkach narodowych. [w:] Przemiany krajobrazu kulturowego Karpat – wybrane aspekty. Red. U. Myga-Piątek. Prace Komisji Krajobrazu Kulturowego PTG T. 3, 2004.
- Hibszer A., Koncepcja poznawania „małej ojczyzny” (najbliższej okolicy i własnego regionu) w szkolnej edukacji geograficznej. [w:] Region i edukacja regionalna – zarys problematyki. Red. T. Michalski, Wyd. „Bernardinum”, Pelplin 2004.
- Dulias R. Hibszer A., Województwo śląskie. Przyroda. Gospodarka. Dziedzictwo kulturowe. Wydawnictwo Kubajak, Krzeszowice 2004.
- Hibszer A., Partyka J., red., Między ochroną przyrody a gospodarką, bliżej ochrony. Konflikty człowiek – przyroda w obszarach prawnie chronionych w Polsce. Oddział Katowicki PTG, Ojcowski Park Narodowy, 2005.
- Hibszer A. (współautor), Górny Śląsk. Program edukacji regionalnej dla wszystkich etapów kształcenia. Wyd. Związek Górnośląski w Katowicach, Katowice – Opole – Cieszyn 2005, Nr dopuszczenia MENiS DKOS-5002-14/05.
- Kozłowska-Rajewicz A., Hibszer A., Strategie nauczania przyrody. [w:] Nauczanie przyrody – wybrane zagadnienia. Red. E. Arciszewska, S. Dylak. Wyd. Centralny Ośrodek Doskonalenia Nauczycieli, Warszawa 2005.
- Hibszer A., Granice jako przedmiot konfliktów w parkach narodowych. [w:] Granice w krajobrazach kulturowych. Red. J. Plit. Prace Komisji Krajobrazu Kulturowego PTG t. 5, 2006.